# 82 Aquarii
82 Aquarii, som är stjärnans Flamsteed-beteckning, är en ensam stjärna belägen i den mellersta delen av stjärnbilden Vattumannen. Den har en skenbar magnitud på 6,15 och är mycket svagt synlig för blotta ögat där ljusföroreningar ej förekommer. Baserat på parallaxmätning inom Hipparcosuppdraget på ca 3,7 mas, beräknas den befinna sig på ett avstånd på ca 890 ljusår (ca 270 parsek) från solen. Den rör sig närmare solen med en heliocentrisk radialhastighet på ca –3,6 km/s.
Stjärnans position nära ekliptikan innebär att den är föremål för ockultationer med månen.

## Egenskaper
82 Aquarii är en orange till röd jättestjärna av spektralklass M2 III, som befinner sig på den asymptotiska jättegrenen och expanderar efter att ha förbrukat förrådet av både väte och helium i dess kärna. Den har en radie som är ca 56 gånger större än solens och utsänder från dess fotosfär ca 693 gånger mera energi än solen vid en effektiv temperatur av ca 3 950 K.
82 Aquarii är en misstänkt variabel stjärna av okänd typ som varierar i skenbar magnitud mellan 6,24 och 6,29 med en period av 0,032 dygn.